# Пентанол
Аміловими спиртами (пентанолами) називають спирти з формулою C5H11OH. Суміш пентанолів може бути отримана із сивушних масел. Аміловий спирт використовується як розчинник та в реакціях естерифікації, внаслідок яких одержують амілацетат та інші важливі продукти. Назва аміловий спирт без інших додаткових позначень застосовується до нормальної нерозгалудженої структури 1-пентанол.

## Одержання
Одержують перегонкою сивушного масла або синтетичним способом з газів крекінгу нафти.

## Застосування
Із амілових спиртів одержують естери, які застосовуються в різних галузях промисловості: амілацетат у парфумерії, ізоамілацетат у виробництві бездимного пороху, як розчинник нітроцелюлози (виготовленні кіноплівки, целюлоїда) та харчових есенцій (грушева есенція).

## Властивості та ізомерія
Всі спирти є безкольоровими рідинами або твердими речовинами з неприємним запахом сивушного масла. Подразнюючі речовини, вражають нервову систему.
Структурні ізомери з молекулярною формулою C5H12O:
| Назва IUPAC (тривіальна назва)                   | Структура | Тип спирту | Температура замерзання (°C)[1] | Температура кипіння (°C)[1] |
| ------------------------------------------------ | --------- | ---------- | ------------------------------ | --------------------------- |
| пентан-1-ол (нормальний аміловий спирт)          |           | первинний  | -79,0                          | 138,0                       |
| 3-метилбутан-1-ол (ізоаміловий спирт)            |           | первинний  | -117,2                         | 132,0                       |
| 2-метилбутан-1-ол[en] (активний аміловий спирт)* |           | первинний  | 70,0                           | 128.0                       |
| 2,2-диметилпропан-1-ол[en] (неопентиловий спирт) |           | первинний  | 53,0                           | 113-114                     |
| пентан-3-ол[en]                                  |           | вторинний  | -75,0                          | 116.1                       |
| пентан-2-ол[en]*                                 |           | вторинний  | -                              | 119,9                       |
| 3-метилбутан-2-ол[en]*                           |           | вторинний  | -                              | 112,0                       |
| 2-метилбутан-2-ол[en] (трет-аміловий спирт)      |           | третинний  | -9,1                           | 102,0                       | *- оптичноактивні речовини, мають хіральний центр
Джерела із відомостями про фізичні властивості містять суперечливі дані, а також для деяких речовин дані взагалі відсутні (2-метил-1-бутанол, 2-пентанол, 3-метил-2-бутанол).